# Mizuki-senpai no Koi Uranai
Mizuki-senpai no Koi Uranai (水姫先輩の恋占い?  lit. La adivinación amorosa de Mizuki-senpai) es una serie de manga japonés escrito e ilustrado por Shirosawa. Comenzó a serializarse en la revista de manga seinen Young Animal ZERO de Hakusensha desde el 9 de julio de 2020, y hasta el momento se ha recopilado en tres volúmenes tankōbon.

## Personajes
Sōjirō Sakagami (坂上 宗次郎 Sakagami Sōjirō?)
Asuka Mizuki (水姫あすか Mizuki Azuka?)

## Publicación
Mizuki-senpai no Koi Uranai es escrito e ilustrado por Shirosawa. Comenzó a publicarse en la revista de manga seinen Young Animal ZERO de Hakusensha el 9 de julio de 2020. Hakusensha recopila sus capítulos individuales en volúmenes tankōbon. El primer volumen se lanzó el 28 de mayo de 2021, y hasta el momento se han lanzado tres volúmenes.
| Volúmenes de manga publicados | Volúmenes de manga publicados | Volúmenes de manga publicados |
| Número                        | Fecha de lanzamiento          | ISBN                          |
| ----------------------------- | ----------------------------- | ----------------------------- |
| 1                             | 28 de mayo de 2021            | ISBN 9784592165569            |
| 2                             | 28 de febrero de 2022         | ISBN 9784592165576            |
| 3                             | 29 de noviembre de 2022       | ISBN 9784592165583            |